# Maddisonia
Maddisonia (лат.) — род пауков-скакунов. Распространены в Австралии. 3 вида.

## Описание
Мелкие пауки, длина менее 3 мм. Морфология самки неизвестна. У самца при взгляде сверху голова грушевидная, наиболее широкая за задними боковыми глазами. Брюшко округлое. Ноги длинные, из них первая пара самая длинная. Хелицеры имеют ретромаргинальный зуб с одним или двумя остриями.
Maddisonia известна только по трём голотипам. Биология и самки неизвестны. Самцы были найдены в открытом лесу, один в ловушке, другие при помощи вакуумного отбора проб.

## Систематика
Род был впервые выделен в 2014 году польским арахнологом Marek Michał Żabka (Университет имени Адама Мицкевича в Познани, Польша). В качестве типового вида обозначен таксон Maddisonia richardsoni. Таксономическая позиция рода в составе семейства остаётся неясной. Род назван в честь канадского арахнолога профессора Wayne Maddison (University of British Columbia, Ванкувер, Канада).

### Виды
К началу 2020 года по данным World Spider Catalog известны следующие виды:
- Maddisonia berbekai Zabka, 2014
- Maddisonia richardsoni Zabka, 2014
- Maddisonia whytei Zabka, 2014